# Corythophora alta
Corythophora alta är en tvåhjärtbladig växtart som beskrevs av Reinhard Gustav Paul Knuth. Corythophora alta ingår i släktet Corythophora, och familjen Lecythidaceae. Inga underarter finns listade i Catalogue of Life.